# Frühling (Fernsehserie)/Episodenliste
Diese Episodenliste enthält alle Episoden der deutschen Fernsehserie Frühling sortiert nach der deutschen Erstausstrahlung. Die Fernsehserie umfasst derzeit 14 Staffeln mit 55 ausgestrahlten Episoden.

## Übersicht
| Staffel | Episodenanzahl | Erstausstrahlung | Erstausstrahlung  |
| Staffel | Episodenanzahl | Staffelpremiere  | Staffelfinale     |
| ------- | -------------- | ---------------- | ----------------- |
| 1       | 2              | 19. Juni 2011    | 25. März 2012     |
| 2       | 2              | 3. Februar 2013  | 24. Februar 2013  |
| 3       | 3              | 2. Februar 2014  | 14. Dezember 2014 |
| 4       | 2              | 8. Februar 2015  | 22. März 2015     |
| 5       | 2              | 31. Januar 2016  | 28. Februar 2016  |
| 6       | 3              | 29. Januar 2017  | 12. März 2017     |
| 7       | 4              | 22. April 2018   | 13. Mai 2018      |
| 8       | 5              | 3. Februar 2019  | 22. Dezember 2019 |
| 9       | 4              | 19. Januar 2020  | 9. Februar 2020   |
| 10      | 5              | 31. Januar 2021  | 19. Dezember 2021 |
| 11      | 5              | 30. Januar 2022  | 27. Februar 2022  |
| 12      | 6              | 8. Januar 2023   | 12. Februar 2023  |
| 13      | 6              | 4. Februar 2024  | 10. März 2024     |
| 14      | 6              | 26. Januar 2025  | 16. März 2025     |
| 15      | 6              | 2026             | 2026              |

## Staffel 1
| Nr. (ges.) | Nr. (St.) | Originaltitel         | Erstausstrahlung D | Regie         | Drehbuch       | Zuschauer |
| ---------- | --------- | --------------------- | ------------------ | ------------- | -------------- | --------- |
| 1          | 1         | Für immer Frühling    | 19. Juni 2011      | Michael Karen | Natalie Scharf | 6,22 Mio. |
| 2          | 2         | Frühling für Anfänger | 25. März 2012      | Achim Bornhak | Natalie Scharf | 5,85 Mio. |

## Staffel 2
| Nr. (ges.) | Nr. (St.) | Originaltitel    | Erstausstrahlung D | Regie         | Drehbuch       | Zuschauer |
| ---------- | --------- | ---------------- | ------------------ | ------------- | -------------- | --------- |
| 3          | 1         | Frühlingskinder  | 3. Feb. 2013       | Michael Karen | Natalie Scharf | 5,56 Mio. |
| 4          | 2         | Frühlingsgefühle | 24. Feb. 2013      | Thomas Jauch  | Natalie Scharf | 6,10 Mio. |

## Staffel 3
| Nr. (ges.) | Nr. (St.) | Originaltitel              | Erstausstrahlung D | Regie          | Drehbuch       | Zuschauer |
| ---------- | --------- | -------------------------- | ------------------ | -------------- | -------------- | --------- |
| 5          | 1         | Frühlingsgeflüster         | 2. Feb. 2014       | Peter Stauch   | Natalie Scharf | 5,28 Mio. |
| 6          | 2         | Einmal Frühling und zurück | 23. März 2014      | Peter Stauch   | Natalie Scharf | 4,90 Mio. |
| 7          | 3         | Frühling in Weiß           | 14. Dez. 2014      | Oliver Schmitz | Natalie Scharf | 5,07 Mio. |

## Staffel 4
| Nr. (ges.) | Nr. (St.) | Originaltitel     | Erstausstrahlung D | Regie         | Drehbuch       | Zuschauer |
| ---------- | --------- | ----------------- | ------------------ | ------------- | -------------- | --------- |
| 8          | 1         | Endlich Frühling  | 8. Feb. 2015       | Michael Karen | Natalie Scharf | 5,45 Mio. |
| 9          | 2         | Frühling zu zweit | 22. März 2015      | Michael Karen | Natalie Scharf | 5,40 Mio. |

## Staffel 5
| Nr. (ges.) | Nr. (St.) | Originaltitel       | Erstausstrahlung D | Regie          | Drehbuch       | Zuschauer |
| ---------- | --------- | ------------------- | ------------------ | -------------- | -------------- | --------- |
| 10         | 1         | Zeit für Frühling   | 31. Jan. 2016      | Lutz Konermann | Natalie Scharf | 4,68 Mio. |
| 11         | 2         | Hundertmal Frühling | 28. Feb. 2016      | Lutz Konermann | Natalie Scharf | 5,29 Mio. |

## Staffel 6
| Nr. (ges.) | Nr. (St.) | Originaltitel     | Erstausstrahlung D | Regie         | Drehbuch       | Zuschauer |
| ---------- | --------- | ----------------- | ------------------ | ------------- | -------------- | --------- |
| 12         | 1         | Schritt ins Licht | 29. Jan. 2017      | Thomas Jauch  | Natalie Scharf | 5,29 Mio. |
| 13         | 2         | Zu früh geträumt  | 19. Feb. 2017      | Thomas Jauch  | Natalie Scharf | 5,07 Mio. |
| 14         | 3         | Nichts gegen Papa | 12. März 2017      | Michael Karen | Martin Douven  | 5,33 Mio. |

## Staffel 7
| Nr. (ges.) | Nr. (St.) | Originaltitel               | Erstausstrahlung D | Regie         | Drehbuch         | Zuschauer | Erstveröffentlichung |
| ---------- | --------- | --------------------------- | ------------------ | ------------- | ---------------- | --------- | -------------------- |
| 15         | 1         | Mehr als Freunde            | 22. Apr. 2018      | Thomas Jauch  | Natalie Scharf   | 4,90 Mio. | 21. April 2018       |
| 16         | 2         | Gute Väter, schlechte Väter | 29. Apr. 2018      | Thomas Jauch  | Christoph Silber | 5,35 Mio. | 21. April 2018       |
| 17         | 3         | Wenn Kraniche fliegen       | 6. Mai 2018        | Michael Karen | Natalie Scharf   | 5,20 Mio. | 21. April 2018       |
| 18         | 4         | Am Ende des Sommers         | 13. Mai 2018       | Michael Karen | Natalie Scharf   | 5,39 Mio. | 21. April 2018       |

## Staffel 8
| Nr. (ges.) | Nr. (St.) | Originaltitel             | Erstausstrahlung D | Regie         | Drehbuch                         | Zuschauer | Erstveröffentlichung |
| ---------- | --------- | ------------------------- | ------------------ | ------------- | -------------------------------- | --------- | -------------------- |
| 19         | 1         | Familie auf Probe         | 3. Feb. 2019       | Michael Karen | Natalie Scharf                   | 5,24 Mio. | 3. Februar 2019      |
| 20         | 2         | Lieb mich, wenn du kannst | 17. Feb. 2019      | Michael Karen | Natalie Scharf                   | 5,83 Mio. | 3. Februar 2019      |
| 21         | 3         | Das verlorene Mädchen     | 24. Feb. 2019      | Dirk Regel    | Natalie Scharf                   | 5,57 Mio. | 3. Februar 2019      |
| 22         | 4         | Sand unter den Füßen      | 3. März 2019       | Dirk Regel    | Natalie Scharf                   | 5,36 Mio. | 3. Februar 2019      |
| 23         | 5         | Weihnachtswunder          | 22. Dez. 2019      | Michael Karen | Natalie Scharf, Christoph Silber | 4,04 Mio. | 9. Dezember 2019     |

## Staffel 9
| Nr. (ges.) | Nr. (St.) | Originaltitel                        | Erstausstrahlung D | Regie        | Drehbuch       | Zuschauer | Erstveröffentlichung |
| ---------- | --------- | ------------------------------------ | ------------------ | ------------ | -------------- | --------- | -------------------- |
| 24         | 1         | Genieße jeden Augenblick             | 19. Jan. 2020      | Gunnar Fuss  | Natalie Scharf | 5,62 Mio. | 19. Januar 2020      |
| 25         | 2         | Spuren der Vergangenheit             | 26. Jan. 2020      | Gunnar Fuss  | Natalie Scharf | 5,66 Mio. | 19. Januar 2020      |
| 26         | 3         | Liebe hinter geschlossenen Vorhängen | 2. Feb. 2020       | Thomas Jauch | Natalie Scharf | 5,71 Mio. | 19. Januar 2020      |
| 27         | 4         | Keine Angst vorm Leben               | 9. Feb. 2020       | Thomas Jauch | Natalie Scharf | 5,94 Mio. | 19. Januar 2020      |

## Staffel 10
| Nr. (ges.) | Nr. (St.) | Originaltitel                     | Erstausstrahlung D | Regie             | Drehbuch       | Zuschauer | Erstveröffentlichung |
| ---------- | --------- | --------------------------------- | ------------------ | ----------------- | -------------- | --------- | -------------------- |
| 28         | 1         | Mit Regenschirmen fliegen         | 31. Jan. 2021      | Thomas Kronthaler | Natalie Scharf | 5,77 Mio. | 31. Januar 2021      |
| 29         | 2         | Schmetterlingsnebel               | 7. Feb. 2021       | Thomas Kronthaler | Natalie Scharf | 5,76 Mio. | 31. Januar 2021      |
| 30         | 3         | Große kleine Lügen                | 14. Feb. 2021      | Thomas Kronthaler | Natalie Scharf | 6,24 Mio. | 31. Januar 2021      |
| 31         | 4         | Ich sehe was, was du nicht siehst | 21. Feb. 2021      | Dirk Pientka      | Natalie Scharf | 6,50 Mio. | 31. Januar 2021      |
| 32         | 5         | Weihnachtsgrüße aus dem Himmel    | 19. Dez. 2021      | Dirk Pientka      | Natalie Scharf | 5,08 Mio. | 11. Dezember 2021    |

## Staffel 11
| Nr. (ges.) | Nr. (St.) | Originaltitel          | Erstausstrahlung D | Regie              | Drehbuch       | Zuschauer | Erstveröffentlichung |
| ---------- | --------- | ---------------------- | ------------------ | ------------------ | -------------- | --------- | -------------------- |
| 33         | 1         | Auf den Hund gekommen  | 30. Jan. 2022      | Christoph Eichhorn | Natalie Scharf | 6,46 Mio. | 22. Januar 2022      |
| 34         | 2         | An einem Tag im April  | 6. Feb. 2022       | Christoph Eichhorn | Natalie Scharf | 5,70 Mio. | 22. Januar 2022      |
| 35         | 3         | Alte Liebe, neue Liebe | 13. Feb. 2022      | Tom Zenker         | Natalie Scharf | 5,89 Mio. | 22. Januar 2022      |
| 36         | 4         | Alte Gespenster        | 20. Feb. 2022      | Tom Zenker         | Natalie Scharf | 5,81 Mio. | 22. Januar 2022      |
| 37         | 5         | Das erste Mal          | 27. Feb. 2022      | Thomas Kronthaler  | Natalie Scharf | 6,29 Mio. | 22. Januar 2022      |

## Staffel 12
| Nr. (ges.) | Nr. (St.) | Originaltitel                 | Erstausstrahlung D | Regie             | Drehbuch       | Zuschauer | Erstveröffentlichung |
| ---------- | --------- | ----------------------------- | ------------------ | ----------------- | -------------- | --------- | -------------------- |
| 38         | 1         | Eine Handvoll Zeit            | 8. Jan. 2023       | Tom Zenker        | Natalie Scharf | 5,56 Mio. | 31. Dezember 2022    |
| 39         | 2         | Kleiner Engel, kleiner Teufel | 15. Jan. 2023      | Thomas Kronthaler | Natalie Scharf | 6,02 Mio. | 7. Januar 2023       |
| 40         | 3         | Das Geheimnis vom Rabenkopf   | 22. Jan. 2023      | Thomas Kronthaler | Natalie Scharf | 5,87 Mio. | 14. Januar 2023      |
| 41         | 4         | Das Mädchen hinter der Tür    | 29. Jan. 2023      | Tom Zenker        | Natalie Scharf | 5,95 Mio. | 21. Januar 2023      |
| 42         | 5         | Flüsternde Geister            | 5. Feb. 2023       | Axel Barth        | Natalie Scharf | 5,80 Mio. | 28. Januar 2023      |
| 43         | 6         | Lauf weg, wenn du kannst      | 12. Feb. 2023      | Axel Barth        | Natalie Scharf | 5,90 Mio. | 4. Februar 2023      |

## Staffel 13
| Nr. (ges.) | Nr. (St.) | Originaltitel               | Erstausstrahlung D | Regie             | Drehbuch       | Zuschauer | Erstveröffentlichung |
| ---------- | --------- | --------------------------- | ------------------ | ----------------- | -------------- | --------- | -------------------- |
| 44         | 1         | Ein Zebra im Gepäck         | 4. Feb. 2024       | Thomas Kronthaler | Natalie Scharf | 5,59 Mio. | 27. Januar 2024      |
| 45         | 2         | Die verschwundenen Eltern   | 11. Feb. 2024      | Thomas Kronthaler | Natalie Scharf | 5,78 Mio. | 27. Januar 2024      |
| 46         | 3         | Wenn die Zeit stehen bleibt | 18. Feb. 2024      | Thomas Kronthaler | Natalie Scharf | 6,25 Mio. | 27. Januar 2024      |
| 47         | 4         | Blick ins Morgen            | 25. Feb. 2024      | Helmut Metzger    | Natalie Scharf | 6,19 Mio. | 27. Januar 2024      |
| 48         | 5         | Mit dem Feind im Bett       | 3. März 2024       | Helmut Metzger    | Natalie Scharf | 6,19 Mio. | 27. Januar 2024      |
| 49         | 6         | Holla, die Waldfee          | 10. März 2024      | Helmut Metzger    | Natalie Scharf | 6,00 Mio. | 27. Januar 2024      |

## Staffel 14
| Nr. (ges.) | Nr. (St.) | Originaltitel                     | Erstausstrahlung D | Regie             | Drehbuch       | Zuschauer | Erstveröffentlichung |
| ---------- | --------- | --------------------------------- | ------------------ | ----------------- | -------------- | --------- | -------------------- |
| 50         | 1         | Das Versteck                      | 26. Jan. 2025      | Dirk Pientka      | Natalie Scharf | 5,63 Mio. | 18. Januar 2025      |
| 51         | 2         | Die Mutter, die es nie gab        | 2. Feb. 2025       | Dirk Pientka      | Natalie Scharf | 5,53 Mio. | 18. Januar 2025      |
| 52         | 3         | Ich such dich!                    | 16. Feb. 2025      | Dirk Pientka      | Natalie Scharf | 4,71 Mio. | 18. Januar 2025      |
| 53         | 4         | Babyalarm                         | 2. März 2025       | Thomas Kronthaler | Natalie Scharf | 4,83 Mio. | 18. Januar 2025      |
| 54         | 5         | Wenn du nicht still bist, dann... | 9. März 2025       | Thomas Kronthaler | Natalie Scharf | 5,62 Mio. | 18. Januar 2025      |
| 55         | 6         | Mein Geheimnis, dein Geheimnis    | 16. März 2025      | Thomas Kronthaler | Natalie Scharf | 5,45 Mio. | 18. Januar 2025      |